# Schwarzaubach (Weitenbach)
Der Schwarzaubach ist ein rechter Zufluss zum Weitenbach bei Eitental in Niederösterreich.
Der Schwarzaubach entspringt in der östlichen Abdachung des Ostrongs und fließt danach in Richtung Osten zum Weitenbach ab. Hierbei nimmt er zahlreiche Nebenflüsse auf. Es sind dies der linksseitig zufließende Troisingbach, welcher südlich von Gottsberg entspringt und deshalb auch Gottsbach genannt wird, weiters der aus Rappoltenreith kommende Rappoltenreithbach als rechter Zubringer, dann der Petschenwiesengraben, später rechts der Bruckbach, der nordwestlich von Bruck am Ostrong entspringt, danach der aus Landstetten kommende Landstettenbach als rechtsseitiger Zufluss, schließlich links der Mürfelndorfer Bach und zuletzt der Lohsdorfer Bach als linker Zufluss, bevor er etwas südlich von Eitental in den Weitenbach mündet. 
Damit entwässert der Schwarzaubach ein 34,1 km² großes Gebiet, das weite Teile der Gemeinde Münichreith-Laimbach umfasst, aber auch Teile der Gemeinden Pöggstall und Weiten.